# Travnik, Cerkno
Travnik este o localitate din comuna Cerkno, Slovenia, cu o populație de 56 de locuitori.